# Násedlnice
Násedlnice je malá vesnice, část obce Kněžmost v okrese Mladá Boleslav. Nachází se asi čtyři kilometry jihozápadně od Kněžmostu. Násedlnice je také názvem katastrálního území o rozloze 4,14 km².

## Historie
Vznik obce lze patrně historicky spojit s nedalekou Studénkou, kde je doložena existence tzv. velké tvrze a románského kostela, minimálně z přelomu 12. a 13. století.[zdroj⁠?!] První písemná zmínka o vesnici pochází z roku 1398. kdy na zdejší tvrzi sídlil Mikuláš Odkolek z Násedlnice. Vesnice je uváděna jako „nákolní stanice“. Rod Odkolků drží ves s tvrzí do roku 1454, kdy jejich majetek přechází, jako odúmrť, do rukou královské komory a odtud je postoupen Herešovi z Chlumu. Ten vzápětí prodal Násedlnici významnému majiteli kosteckého panství, Janu Zajíci z Házmburka. Část obce se později dostala do rukou Hrzánů z Harasova, ale již v roce 1456 je zpět v držení Jana Zajíce. Zánik tvrze lze odhadovat do druhé poloviny 16. století, kdy byli majiteli Vančurové z Řehnic, kteří ji opět připojili ke Studénce. Za třicetileté války se Násedlnice stala majetkem Albrechta z Valdštejna a je následně i se Studénkou připojena k panství mnichovohradišťské větve Valdštejnů. Tak tomu bylo až do pozemkové reformy ve 20. letech 20. století.
Dnes není známa žádná stopa po tvrzi. Dle výzkumů z počátku 20. století (J. V. Šimák) se násedlnická tvrz nalézala na nepatrném pahrbku v blízkosti rybníka Volšáku na severozápadní straně vsi, mohla však stát i v místech pozdějšího barokního hospodářského dvora, jemuž dodnes dominuje mohutná sýpka z 18. století. Nedaleko obce severovýchodním směrem se nalézalo malé hradiště z doby laténsko-halštatské, což může mít souvislost s nálezem několika bronzových předmětů v prostoru U kovárny. Asi již od pozdního středověku se v okolí Násedlnice nalézalo několik rybníků, z nichž se dochovaly názvy Studénský, Volšák, Hrubý, Pátek, Koprnický. Tři největší jsou zakresleny v Müllerově mapě Čech z počátku 18. století. K postupnému rušení rybníků docházelo v průběhu 19. století, v souvislosti s potřebou získání orné půdy. Zbytky rybničních hrází jsou místy dodnes patrné, zvláště v případě rybníka „Koprnického“ či blízko osady Zájezdy. V místech rybníků se dosud nalézá velmi bonitní půda vhodná např. k pěstování cukrové řepy. Problematickým pozůstatkem likvidace rybníků místy zůstávají odvodňovací drenáže, které dnes působí kontraproduktivně přílišným vysušováním. V obci se rovněž nalézá nevelká obdélníková kaple z konce 19. století, renovovaná 1923. Roku 1936 byla z hospodářských přebytků velkostatku Studénka v obci zbudována kamenná dlažba, včetně hlavních zemědělských cest v okolí, o rok později hřbitov, projektovaný stavitelem Trávníčkem.

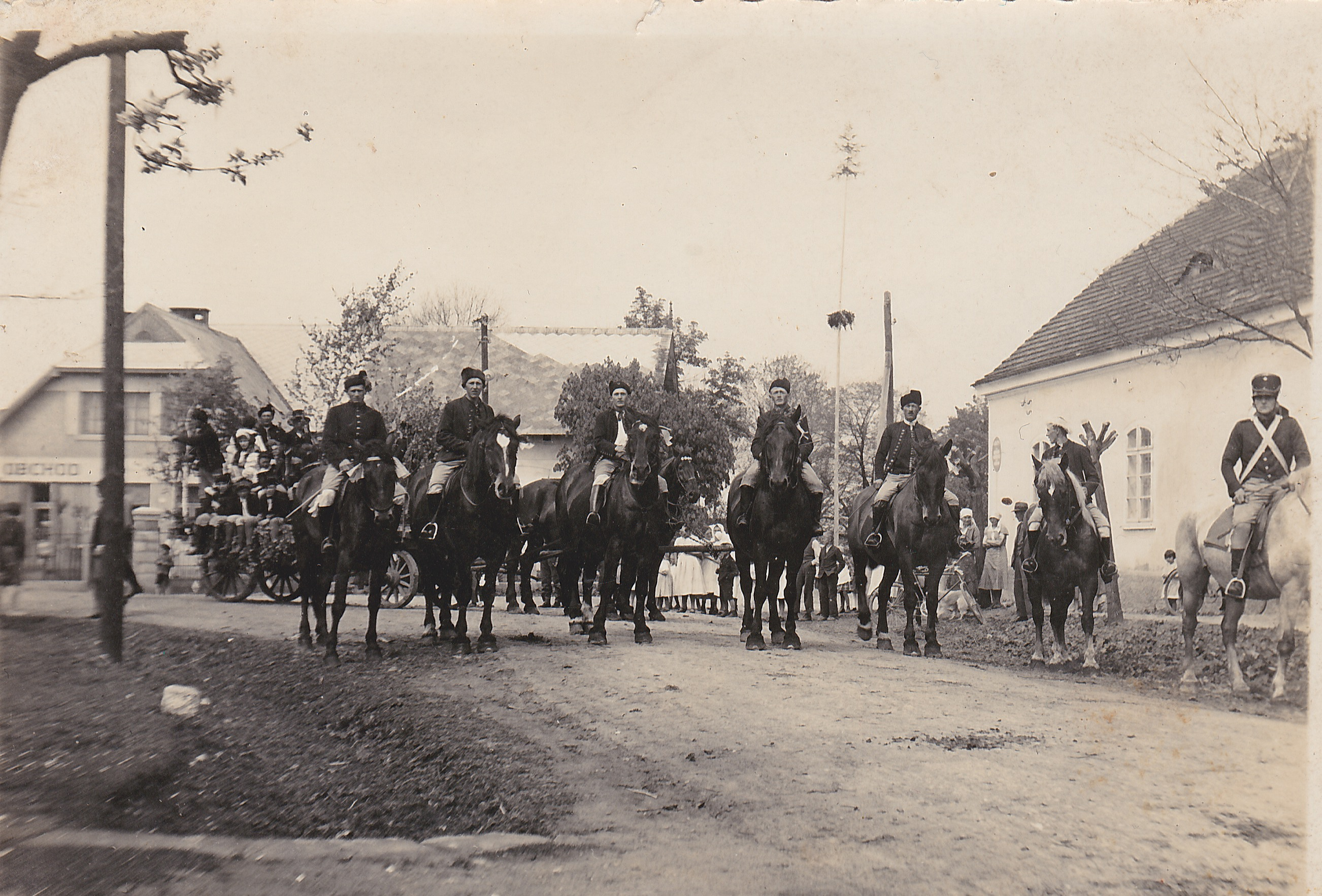
Selská jízda v Násedlnici, třicátá léta 20. století. Fotograf neznámý. Rodinný archiv Jiřiny Šturcové.

## Odraz v kultuře
Na počátku 20. století krátce působil v obci jako učitel spisovatel Karel Sellner, který do Násedlnice situoval svůj román Bohdar. Specifická lokace Sellnerova románu pravděpodobně přispěla inspirací Vladislavu Vančurovi ke vzniku novely Markéta Lazarová. Tvrz Roháček vyskytující se v tomto díle je autorem nejspíše rovněž situována do Násedlnice.
Od závěru padesátých let 20. století až do smrti v Násedlnici působil známý regionální malíř Karel Šturc, který byl zároveň obecním kronikářem. V letech krátce po roce 1989 došlo za nejasných okolností ke ztrátě násedlnické obecní kroniky, obsahující cenné záznamy o životě obce a regionu, zvláště z přelomu 19. a 20. století a světových válek.